# Ambassade du Canada en Suède
L'ambassade du Canada en Suède est la représentation diplomatique du Canada en Suède. Ses bureaux sont situés au Klarabergsgatan 23, dans la capitale suédoise Stockholm.

## Mission
Cette ambassade est responsable des relations entre le Canada et la Suède et offre des services aux Canadiens en sol suédois.
Le Canada possède aussi un consulat à Göteborg, deuxième ville de Suède.

## Histoire
Le 4 août 1944, le Canada et la Suède annoncent l'établissement de relations diplomatiques. Toutefois, le Canada ouvrira les portes de sa légation à Stockholm seulement le 21 mars 1947.

## Ambassadeurs
Cette représentation diplomatique canadienne est dirigée par un chef de mission qui porte le titre d'ambassadeur extraordinaire et plénipotentiaire.
| #   | Nom                                  | Titre         | Nomination                      | Lettres de créance            | Fin de l'affectation      |
| --- | ------------------------------------ | ------------- | ------------------------------- | ----------------------------- | ------------------------- |
| 1er | Frederick Herbert Palmer             | CA            | 21 mars 1947                    | -                             | 10 juin 1949              |
| 2e  | Thomas Archibald Stone               | EEMP          | 9 février 1949                  | 10 juin 1949                  | septembre 1952            |
| 3e  | Wilmot Donald Matthews               | EEMP          | 29 juin 1952                    | 8 novembre 1952               | 10 septembre 1955         |
| 4e  | Joseph Marc Antoine Jean Chapdelaine | EEMP puis AEP | 16 septembre 1955 12 avril 1956 | 23 janvier 1956 13 avril 1956 | 13 avril 1956 4 juin 1959 |
| 5e  | Arnold Kingsley Graham               | AEP           | 30 octobre 1959                 | -                             | 14 juillet 1964           |
| 6e  | Oleg Alec Chistoff                   | CA            | 14 juillet 1964                 | -                             | 14 septembre 1965         |
| 7e  | Arthur Julian Andrew                 | AEP           | 29 avril 1965                   | 14 septembre 1965             | 14 juillet 1969           |
| 8e  | Blanche Margaret Meagher             | AEP           | 15 juillet 1969                 | 12 septembre 1969             | 27 juillet 1973           |
| 9e  | Raymond Harry Jay                    | AEP           | 3 juillet 1973                  | 13 septembre 1973             | 6 août 1976               |
| 10e | Kenneth Charles Brown                | AEP           | 8 septembre 1976                | 19 octobre 1976               | 13 juillet 1980           |
| 11e | Joseph Gilles André Couvrette        | AEP           | 5 février 1981                  | 19 mars 1981                  | 9 décembre 1983           |
| 12e | William Thomas Delworth              | AEP           | 5 avril 1984                    | 8 février 1984                | 3 janvier 1988            |
| 13e | Dennis Brian Browne                  | AEP           | 26 novembre 1987                | 4 février 1988                | -                         |
| 14e | Michael B. Phillips                  | AEP           | 5 septembre 1991                | -                             | -                         |
| 15e | William L. Clarke                    | AEP           | 4 juillet 1995                  | -                             | -                         |
| 16e | Philippe Kirsch                      | AEP           | 11 août 1999                    | 19 août 1999                  | -                         |
| 17e | Lorenz Friedlaender                  | AEP           | 15 juillet 2003                 | 24 octobre 2003               | -                         |
| 18e | Alexandra Volkoff                    | AEP           | 31 juillet 2007                 | -                             | -                         |
| 19e | Kenneth Macartney                    | AEP           | 1er février 2012                | 8 mars 2012                   | octobre 2016              |
| 20e | Heather Grant                        | AEP           | 10 août 2016                    | 30 novembre 2016              | août 2020                 |
| 21e | Jason LaTorre                        | AEP           | 1er septembre 2021              | -                             | -                         |